# Canton de Quintin
Le canton de Quintin est une ancienne division administrative française, située dans le département des Côtes-d'Armor et la région Bretagne.

## Composition
Le canton de Quintin regroupait les communes suivantes :
- Le Fœil ;
- Le Leslay ;
- Plaine-Haute ;
- Quintin ;
- Saint-Brandan ;
- Saint-Gildas ;
- Le Vieux-Bourg ;
- Saint-Bihy.

## Démographie
| 1962  | 1968  | 1975  | 1982  | 1990  | 1999  | 2006  | 2011  | 2012  |
| ----- | ----- | ----- | ----- | ----- | ----- | ----- | ----- | ----- |
| 7 938 | 7 787 | 7 874 | 8 318 | 8 220 | 8 365 | 8 833 | 9 587 | 9 642 |

## Histoire
De 1833 à 1840, les cantons de Châtelaudren et de Quintin avaient le même conseiller général. Le nombre de conseillers généraux par département était limité à 30.

## Représentation

### Conseillers généraux de 1833 à 2015
| Période                        | Identité                           | Parti                  | Qualité |
| ------------------------------ | ---------------------------------- | ---------------------- | --- |
| 1833-1848                      | Jean-Marie Allenou                 |                        | Négociant et Président du Tribunal de commerce de Quintin Propriétaire du château de Lorge                                                |
| 1848-1852                      | Louis Paul Cavelier de Cuverville  | Droite Monarchiste     | Propriétaire du château de la Porte-d'Ohain à Allineuc Représentant du peuple (1849-1851, 1853-1863)                                      |
| 1852-1867                      | Jonathas Jean Aimé Coroller        |                        | Ancien officier, propriétaire à Quintin                                                                                                   |
| 1867-1877                      | Pierre-Marie Garnier de Kerigant   | Légitimiste            | Propriétaire, maire de Quintin, ancien conseiller d'arrondissement                                                                        |
| 1877-1919                      | Guillaume Limon                    | Droite-Action libérale | Propriétaire agriculteur Maire de Saint-Brandan (1870-1920) Député (1902-1912) Sénateur (1912-1920)                                       |
| 1919-1931                      | Jean-Baptiste Le Quéré             | Rad.                   | Médecin à Quintin |
| 1931-1937                      | Paul-Joseph de Robien              | URD                    | Propriétaire Maire du Fœil |
| 1937-1941 (démission d'office) | Jean-Baptiste Le Quéré (1886-1968) | Rad.                   | Médecin à Quintin Révoqué par le Gouvernement de Vichy                                                                                    |
|                                |                                    |                        | |
| 1943-1945                      | Alfred Duault                      | PDP                    | Industriel-brasseur Maire de Quintin Nommé conseiller départemental en 1943 Ancien député (1936-1942) Membre du Conseil national de Vichy |
|                                |                                    |                        | |
| 1945-1951                      | Jean-Baptiste Le Quéré             | Rad.                   | Médecin à Quintin |
| 1951-1976                      | Jean Frotier de Bagneux            | CNI puis RI            | Propriétaire terrien Sénateur (1959-1980) Maire de Quintin (1947-1983)                                                                    |
| 1976-2001                      | Emmanuel Le Jean (1922-2001)       | PS                     | Instituteur Conseiller municipal de Quintin                                                                                               |
| 2001-2015                      | Marc Le Fur                        | RPR puis UMP           | Haut-fonctionnaire Député (1993-1997 et 2002-2022)                                                                                        |

### Conseillers d'arrondissement (de 1833 à 1940)
| Période                                  | Période      | Identité                                     | Étiquette                        | Qualité |
| ---------------------------------------- | ------------ | -------------------------------------------- | -------------------------------- | --- |
| 1833                                     | 1844 (décès) | François Augustin Perrio (1776-1844)         |                                  | Médecin à Quintin                                                                                           |
| 1844                                     |              | Pierre-Marie Garnier de Kérigant (1805-1886) |                                  | Propriétaire à Quintin                                                                                      |
|                                          |              |                                              |                                  | |
| av.1856                                  | 1871 (décès) | Félix Mazurié de Penvern (1803-1871)         |                                  | Propriétaire, maire de Quintin (1859-1870)                                                                  |
| 1871                                     | 1892 (décès) | Jean Garnier-Bodéléac                        | Union des droites (Bonapartiste) | Propriétaire, maire de Quintin, Député (1877-1878 et 1885-1889)                                             |
|                                          |              |                                              |                                  | |
| 1898                                     | 1919         | Joseph Huet                                  | Républicain libéral              | Médecin à Quintin                                                                                           |
| 1919                                     | 1922         | Hyacinthe-Marie Quémar                       | Républicain                      | Négociant à Quintin                                                                                         |
| 1922                                     | 1934         | François Le Roux                             | Radical                          | Maire de Saint-Brandan                                                                                      |
| 1934                                     | 1940         | Pierre Paillardon                            | Union nationale                  | Cultivateur, conseiller municipal de Saint-Brandan                                                          |
| 1940                                     |              |                                              |                                  | Les conseils d'arrondissement ont été suspendus par la loi du 12 octobre 1940 et n'ont jamais été réactivés |
| Les données manquantes sont à compléter. |              |                                              |                                  | |